# Canon EOS 70D
Canon EOS 70D là máy ảnh DSLR bán chuyên 20,2 megapixel  của Canon công bố ngày 2-7-2013 với giá ban đầu $1,199. Thuộc dòng Canon EOS 2 số, nó là máy kế tiếp của EOS 60D và là tiền nhân của EOS 80D.
EOS 70D là máy DSLR đầu tiên của Canon trang bị Dual Pixel CMOS AF, cho phép lấy nét cực nhanh và chính xác khi chụp bằng live view, quay video, điều đó có nghĩa là 70D là DSLR đầu tiên có live view và quay phim với chất lượng ngang các máy không gương lật. Ở khẩu độ lớn như f/1.8, Dual Pixel CMOS AF trên 70D cho thấy sự vượt trội so với các hệ thống lấy nét theo tương phản trên tất cả các DSLR trước đây.
70D tuy được xếp vào dòng bán chuyên nhưng vẫn được trang bị thêm những đặc điểm của các dòng cấp thấp xxxD cho người mới tiếp xúc nhiếp ảnh, điển hình là các chế độ vùng cơ bản như A+, SCN (cảnh đặc biệt, bên trong gồm các chế độ chân dung, thể thao, phong cảnh, cực gần...), CA (creative auto).
70D được bán riêng body, hoặc theo bộ với ống kính kit EF-S 18-55mm f/3.5-5.6 IS STM, EF-S 18-135mm f/3.5-5.6 IS STM, hoặc EF-S 18-200mm f/3.5-5.6 IS.
Ở Việt Nam (12-2016), 70D được bán với giá 12-15 triệu tùy tình trạng máy (lưu ý là không bao gồm ống kit)

## Đặc điểm
Những điểm mới so với 60D là:
- Cảm biến APS-C CMOS 19,9 megapixel (60D chỉ có 17,9 MP)
- Bộ xử lý hình ảnh DIGIC 5+ (DIGIC 4 trên 60D)
- 19 điểm lấy nét tự động dạng ngang dọc, tất cả ở f/5,6. Điểm chính giữa chính xác cao, ngang dọc chéo (double cross-type) ở f/2.8 hoặc lớn hơn (nhạy sáng -0,5 - 18 EV). (9 điểm, tất cả ngang dọc ở 60D). Hệ thống lấy nét của 70D được thừa kế từ 7D, tuy nhiên với ít tùy chọn hơn, bao gồm: 1 điểm, theo vùng, tất cả 19 điểm
- Kính ngắm độ bao phủ 98%, độ bao phủ 0,95 (độ bao phủ 96% với cùng độ phóng đại ở trên 60D)
- Chụp liên tiếp tăng lên 7 hình/giây (5.3 trên 60D), bộ nhớ đệm cho phép lưu tối đa 40 JPEG hoặc 15 RAW.
- wi-fi tích hợp (không có trên 60D)
- màn hình cảm ứng xoay lật LCD 3 inch TFT Clear View II (60D không có cảm ứng)
- ISO chuẩn tối đa tăng lên 12800 (H: 25600) – so với 6400 (H: 12800) của 60D
- Dual Pixel CMOS AF (60D chỉ dùng lấy nét theo tương phản)
  - Dual Pixel CMOS AF là công nghệ cảm biến của Canon, trong đó các pixel cùng lúc thực hiện thu sáng và lấy nét theo theo pha, cho phép DSLR cải thiện tốc độ lấy nét trong live view và quay video, ngang ngửa các máy không gương lật tốt nhất trên thị trường, xuống tới 0 EV và f/11
  - Movie Servo cho phép người dùng tùy chọn tốc độ lấy nét và độ nhạy bám bắt đối tượng
- Quay phim full HD
  - Zoom kĩ thuật số bằng cách cắt phần trung tâm cảm biến mà không gây ảnh hưởng tới chất lượng hình ảnh, đạt mức 3x, cộng thêm zoom nội suy lên tới 10x (chỉ có trên 600D/Rebel T3i)[3]
- AF microadjustment (có trên 50D, nhưng không có trên 60D)
- HDR (không có trên 60D)
- Chế độ đa phơi sáng (không có trên 60D)
- Chụp liên tiếp tới 7 ảnh với các giá trị phơi sáng khác nhau (3 hình trên 60D)
- 1 khê cắm thẻ SD/SDHC/SDXC, hỗ trợ UHS-I (hỗ trợ UHS-I là sự cải tiến so với 60D)
- Hỗ trợ phụ kiện GPS rời (60D không có)
- Chỉ thị ống ngắm[4]

## Hình ảnh

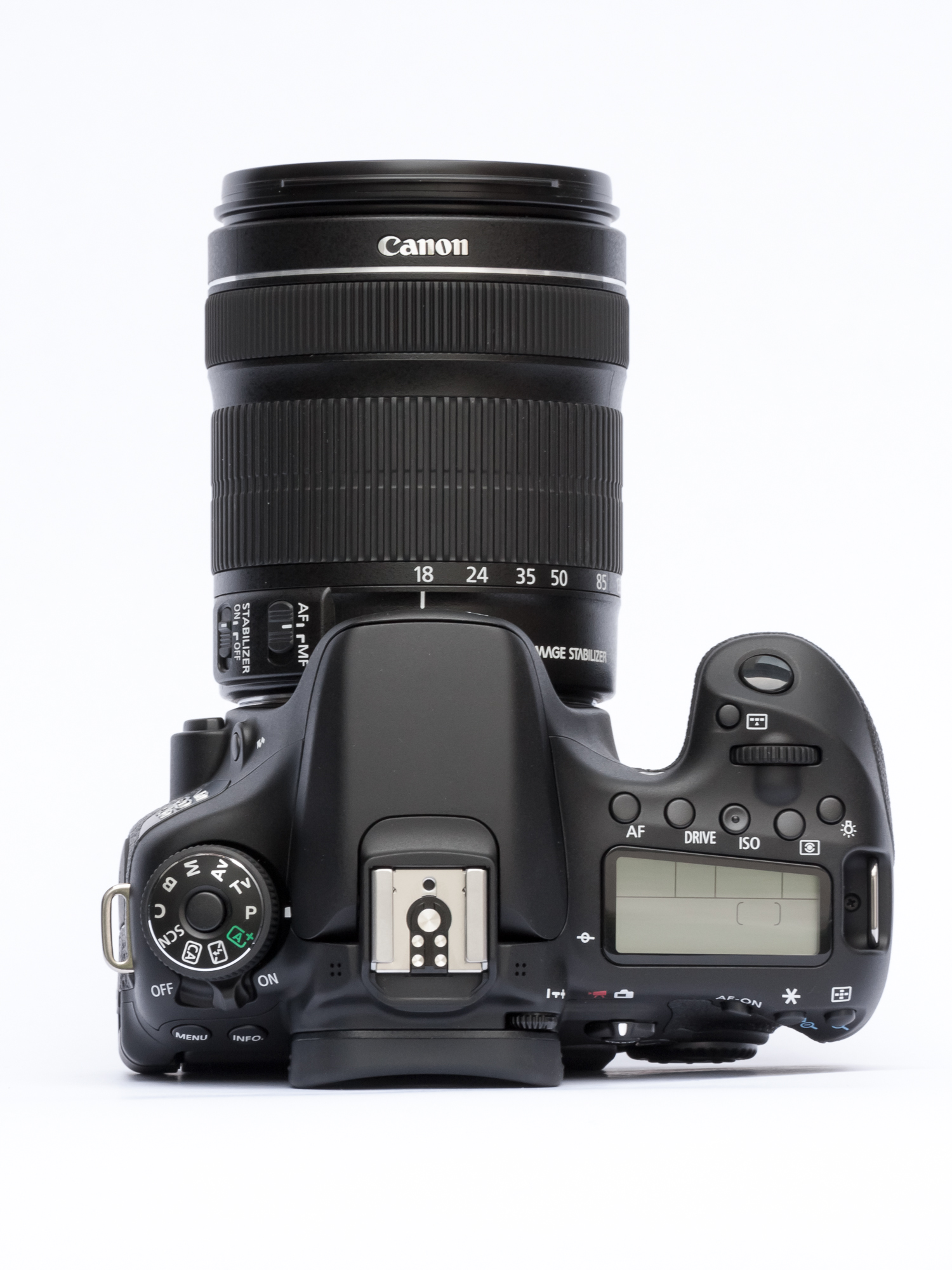
Mặt trên 70D
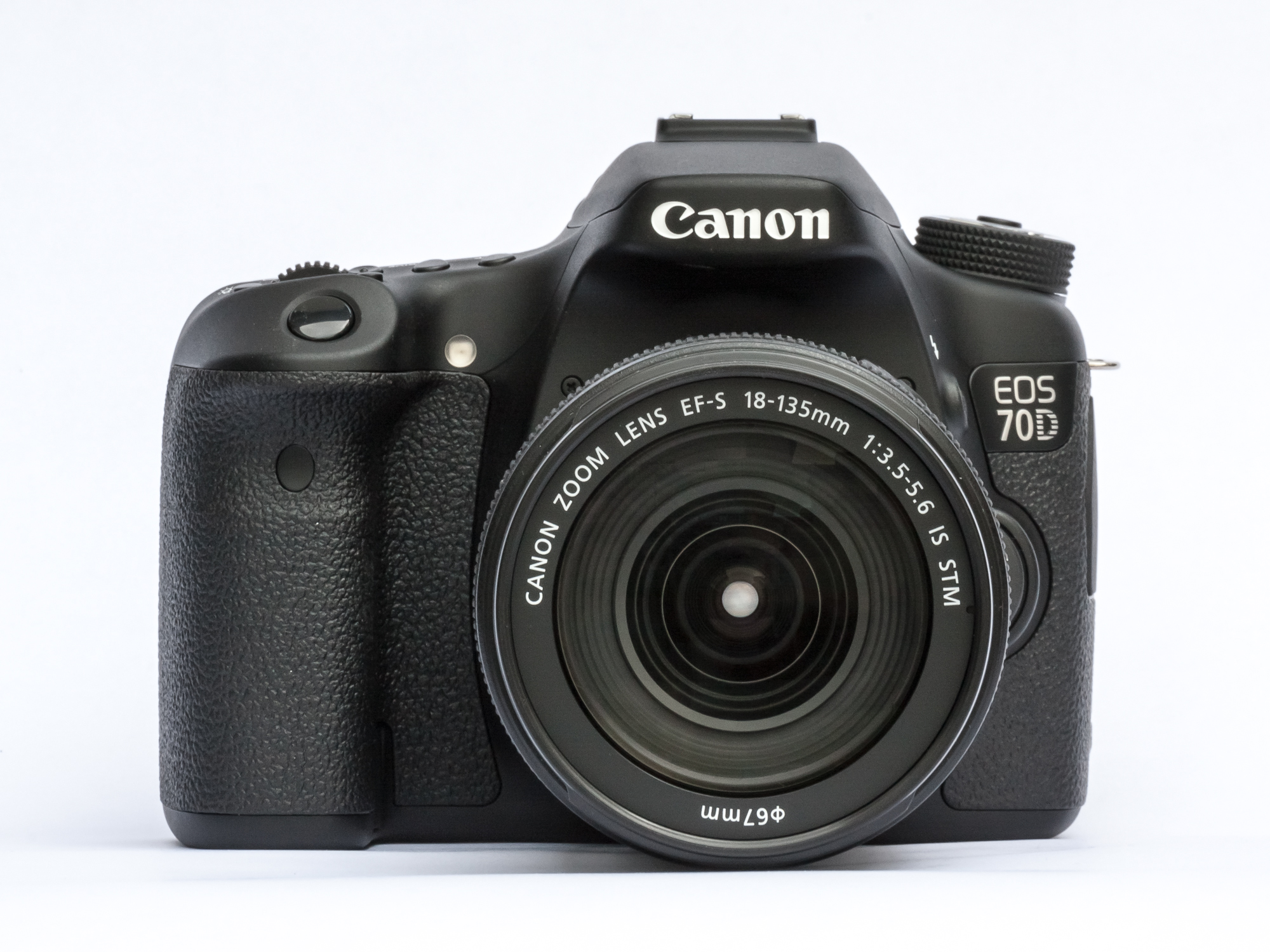
70D lắp ống EF-S 18-135 IS STM
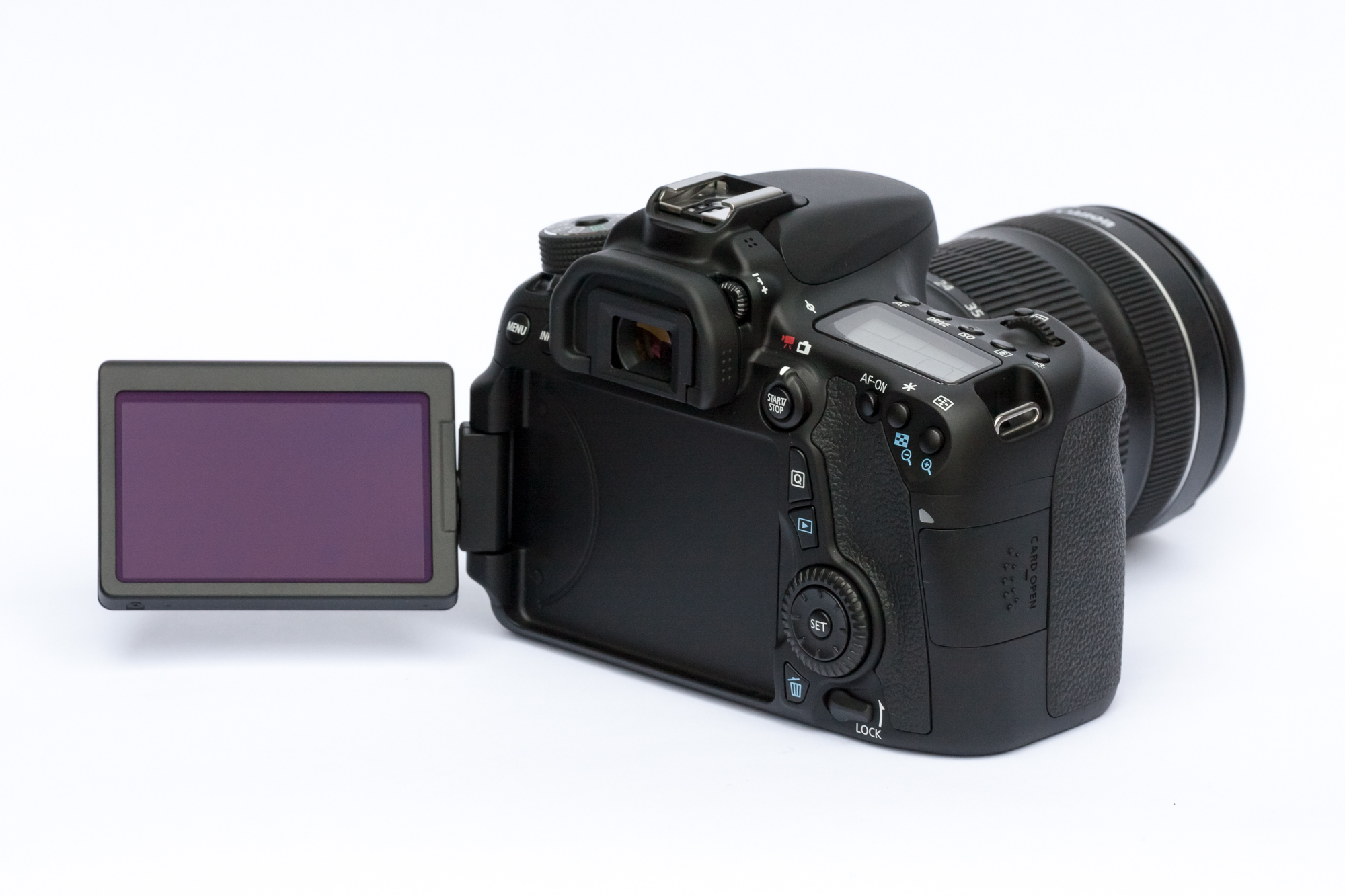
Mặt sau 70D với màn hình xoay lật